# Соков, Осип Степанович
Осип Степанович Соков (1750—1801) — предприимчивый крестьянин, сыграл значительную роль в развитии ивановского отделочного производства.
Один из первооткрывателей хлопчатобумажной промышленности.

## Биография
Осип Степанович родился в 1750 году в Иваново в семье крепостного крестьянина графа Шереметева — Степана Гавриловича Сокова. Осип еще в юности овладел навыками резчика, а позже применил свой талант в изготовлении деревянных манер для набойки тканей, зарабатывая таким образом на жизнь.
Примерно в 1765 году Осип Соков, накопил денег и вместе с братом Андреем открыл набоечное полотняное предприятие. По тому времени это была всего лишь ремесленная мастерская, состоящая из деревянных светелок и каменных кладовых.
Тогда в Иванове ещё не знали секрета закрепления колеров и производили обычные ткани, которые отделывали с помощью масляных красок. Масляная краска лишала ткань гибкости, быстро крошилась, плохо выдерживала стирку и линяла под воздействием солнечных лучей.
Осип Степанович поставил цель — усовершенствовать набойное дело в своей мастерской. В 1780 году в составе ивановской делегации отправился в Шлиссельбург, город Санкт-Петербургской губернии, где находилась Шлиссельбургская ситценабивная мануфактура. Мануфактура, принадлежала иностранному промышленнику Лиману. Предприятие соответствовало западноевропейскому уровню: для работы использовалась многоцветная набивка, а краска надёжно держалась на ткани, не поддаваясь воздействую света и влаги.
Во время работы у Лимана, Осип Степанович смог узнать секрет производства качественных тканей. Вернувшись в Иваново в 1787 году, Соков купил у крестьянина Василия Малеева землю, на которой основал набивную мануфактуру и ввёл на ней передовые способы отделки с применением новейших рецептов составления красок. Теперь при растворении красок применялась не вода, а хлебный уксус, а после крашения ткани вываривались в мыльном растворе с добавлением отрубей — это был новый, «заварной» способ крашения.
В начале Соков занимался набойкой по холсту и полотну. Потому как денег у него было немного, то суровьё для своего производства покупалось у местных более крупных фабрикантов. Из года в год его дело развивалось. Вскоре он начал закупать большие партии тканей в Москве и даже выписывать их из Петербурга.
Вслед за «соковской» мануфактурой, новые технологии стали использоваться и в других ивановских предприятиях, превратив Иваново в один из самых знаменитых текстильных центров России.
В конце XVIII века в промышленности Иванова начался переход от полотняного производства к хлопчатобумажному и ситценабивному. Осип Степанович Соков был одним из первых, кто внедрил хлопчатобумажное производство. Мануфактура Сокова, хоть и использовала самые передовые технологии, но не могла похвастаться размерами производства. В 1798 году она состояли из: каменной трёхэтажной набоечной мастерской, красильни и сушильни. На предприятии трудилось 27 человек: 10 мастеров, 12 подмастерьев и учеников, а также 5 разнорабочих.
Известный иваново-вознесенский фабрикант, благотворитель и историк Яков Петрович Гарелин писал о Сокове: «Он был грамотным, смышленым и весьма предприимчивым человеком». «Мы встречаем Сокова как самостоятельного, хотя и маленького фабриканта».
В последние годы жизни Осип Степанович мало занимался фабричным делом и редко куда выходил из дома. Умер Осип Степанович в 1801 году. Его похоронили в ограде Покровской церкви, ныне территория Дворца искусств.
После смерти Осипа предприятие досталось его брату Андрею, который тоже вскоре умер. Мануфактура перешла в руки их племянника Сергея, который практически не занимался фабричным делом. В 1810 году Сергей продал предприятие Михаилу Ивановичу Ямановскому.

## Память
Некоторое время памятником Осипу Сокову служила улица, которая шла от конца Покровской и начала Кокуя и продолжалась до самой Уводи. На плане 1814 года улица хоть и значилась, но уже не имела никакого названия. Со временем Соковская улица затерялась среди новостроек, а сейчас она является частью Шереметевского проспекта.
«Фабрика» Осипа Сокова существовала около 13 лет. В 1810 году по проекту архитектора Маричелли здание соковской набоечной перестроили в молельный дом для старообрядцев. После реконструкции в 1907 году молельный дом был преобразован в Казанскую церковь.
В наши дни единственный памятник основателю набойного дела в селе Иванове — мост через Уводь на Шереметевском проспекте. По прошествии времени название «Соков мост» претерпело изменение и он с чьей-то легкой руки стал называться «Соковским мостом».